# 按摩椅

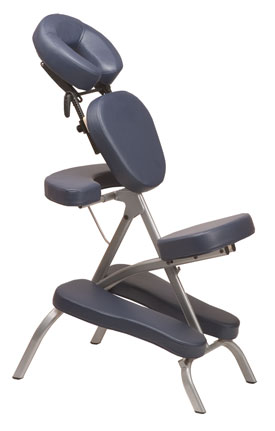
傳統按摩椅

按摩椅是为按摩所設計的椅子，分為傳統式及自動式，傳統按摩椅能使得按摩者便於碰觸到按摩對象的頭部、肩部和背部，自動按摩椅則利用電子震動器和馬達來提供按摩。 

## 历史
最早的自動按摩椅誕生於1954年，由藤本信夫所設計。他使用廢棄物做出了各種不同版本的按摩椅，直到造出完全滿意的成品。世界第一台量產的按摩椅僅配備了「揉捏」功能，左右移動的「揉捏頭」是電動式的，機構簡單，透過旋轉側面把手上下移動，調整按摩部位。 

## 种类

### 传统式

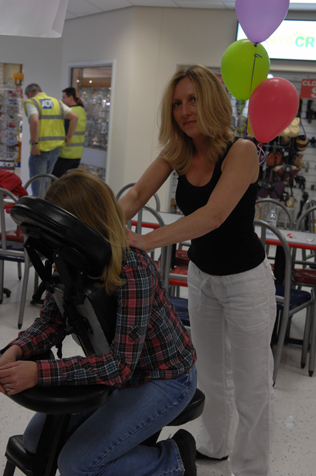
使用中的按摩椅

椅子按摩（Chair Massage）是在根據人體工學設計的隨身式椅子上進行，其按摩重點在於頭部、頸部、肩部、背部、手臂和手掌。由於按摩椅方便攜帶的特性，按摩治療師能夠在許多環境中提供現場按摩，且客戶無需脫去衣服。由於這兩個因素，椅子按摩經常在營業處、員工感恩活動、商展、會議和其他企業場合進行。

### 自動式

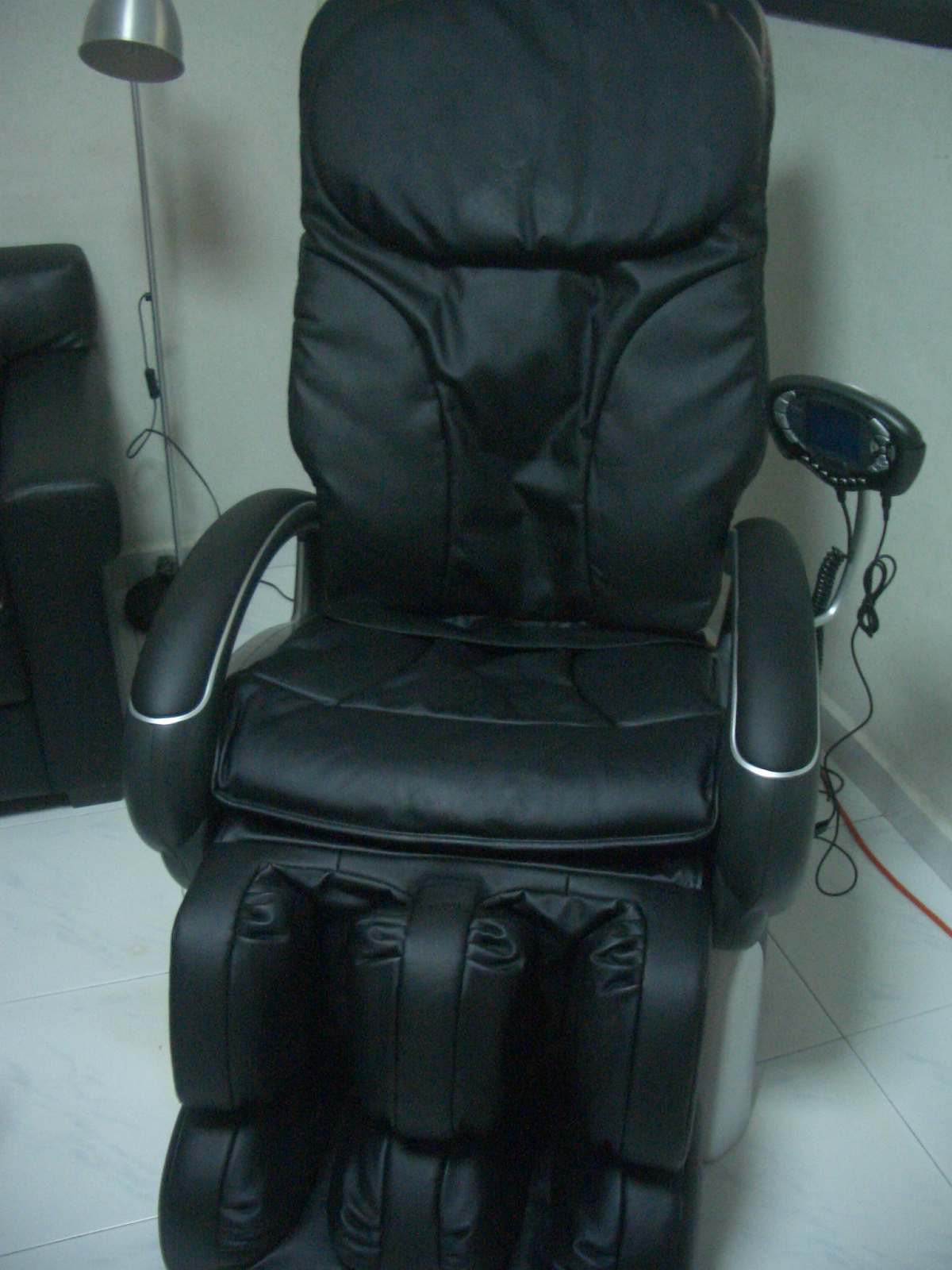
自動按摩椅

自動按摩椅會去按摩座上的人，其內部包含電子馬達和齒輪。大多數自動按摩椅都有某種控制器，可調整按摩的類型、位置或強度。
按摩椅類似於躺椅，有許多不同的類型和品牌，包括透過內部電池運轉的辦公椅。較便宜的選擇還有單獨的按摩墊，可以與現有的椅子結合使用。
使用按摩椅帶來的好處包括深度放鬆、降低血壓、降低脈搏頻率以及促進新陳代謝。
按摩椅的設計模仿了按摩師的手部動作，結合使用了按摩滾輪和氣囊來按摩不同的身體部位。
自動按摩椅由Family Fujiiryoki公司於1954年首次推向市场。如今，日本已成為按摩椅最大的消費國，有些調查表明，超過20％的日本家庭擁有按摩椅。
按摩椅在價格、風格和強度上差異極大，有「只會震動的」便宜按摩椅，也有擁有各種強度的指壓按摩椅。 